# مجموعة فوستر
مجموعة فوستر (بالإنجليزية:Foster's Group) كانت شركة أسترالية متخصصة في صناعة البيرة والمشروبات الغازية. كانت تتخذ من ملبورن في فيكتوريا مقرًا لها وقد تغير اسمها إلى Carlton & United Breweries قبل أن تُباع إلى شركة SABMiller البريطانية-الجنوب أفريقية متعددة الجنسيات في عام 2011. وكانت مجموعة فوستر تمتلك مصنع فوستر لاجر. فصل قطاع النبيذ التابع لفوستر إلى شركة مستقلة تُدعى Treasury Wine Estates في مايو 2011

## روابط خارجية
- مقابلة مع الرئيس التنفيذي لمجموعة فوستر
- تاريخ فوستر